# Jean Nicot
Jean Nicot Sieur de Villemain (ur. 16 listopada 1530 w Nîmes, zm. 1600) – francuski lekarz i dyplomata na dworze portugalskim.
W latach 1559–1561 był francuskim ambasadorem w Lizbonie. Zachwalał medyczne właściwości tytoniu. Popularyzował palenie i wciąganie tytoniu w Europie, namawiając do tego monarchów francuskich. Od jego nazwiska został nazwany tytoń (Nicotiana) oraz główny alkaloid tytoniu – nikotyna. Opublikował jeden z pierwszych francuskich słowników: fr. Thresor de la langue françoyse tant ancienne que moderne (opublikowany w 1606).
W 1560 roku przywiózł do Paryża pudełko proszku tytoniowego, które ofiarował Katarzynie Medycejskiej, jako zbawienny środek na trapiące ją migreny. „Katarzyna zażywając sproszkowanego tytoniu, w postaci tabaki, wyzbyła się ponoć owej dolegliwości”.